# Nemanja Gordić
Nemanja Gordić (Mostar, 25 settembre 1988) è un cestista bosniaco.

## Carriera
Inizia la sua carriera nelle giovanili del Budućnost a Podgorica in Montenegro. Nella stagione 2005-06 debutta con la prima squadra disputando 17 partite complessive. Durante gli Europei B Under-18 gioca 7 gare e ottiene 19,4 punti, 7,6 rimbalzi, 3,1 assist e 1,9 palle recuperate di media. L'anno seguente vince con la sua squadra il campionato montenegrino. durante la stagione 2007-08,nella lega adriatica, viaggia ad una media, in 29 partite giocate, di 11 punti con il 42,5 % dalla media distanza contribuendo all'arrivo ai quarti di finale della competizione. Nell'estate 2009 viene convocato per disputare le qualificazioni agli europei dalla nazionale maggiore bosniaca. durante quel periodo segna 6,2 punti e 2,5 assist di media.
Durante la stagione 2010-11 viene acquistato dalla Virtus Roma. Chiude la sua stagione con 9,7 punti e 2,2 assist di media. Nella stagione 2011-12 viene utilizzato per 23,9 minuti a partita e segna 9,1 punti con 2,3 assist di media.
Con la Bosnia ed Erzegovina ha disputato tre edizioni dei Campionati europei (2011, 2013, 2015).

## Palmarès

### Squadra
- Campionato montenegrino: 6

Budućnost: 2006-07, 2007-08, 2008-09, 2009-10, 2016-17, 2018-19
- Campionato serbo: 1

Partizan Belgrado: 2012-13
- Campionato bosniaco: 1

Igokea: 2013-14
- Campionato croato: 2

Cedevita Zagabria: 2014-15, 2015-16
- Coppa del Montenegro: 7

Budućnost: 2007, 2008, 2009, 2010, 2017, 2018, 2019
- Coppa di Croazia: 2

Cedevita Zagabria: 2015, 2016
- Coppa di Serbia: 1

Partizan Belgrado: 2020
- Lega Adriatica: 2

Partizan Belgrado: 2012-13
Budućnost: 2017-18
- Supercoppa ABA Liga: 1

Partizan Belgrado: 2019
- Campionato rumeno: 1

U Cluj: 2022-2023

### Individuale
- MVP finals Lega Adriatica: 1

Budućnost: 2017-18